# Poco-Woki, prince des chasseurs
Poco-Woki, prince des chasseurs est une bande dessinée.
- Scénario et dessins : Tofepi
- Couleurs : Sébastien Lumineau

## Publication
- Delcourt (Collection Shampooing) (2007)  (ISBN 978-2-7560-0631-4)